# 내겐 너무 어려운 연애
《내겐 너무 어려운 연애》(Bangla)는 이탈리아에서 제작된 파임 부이얀 감독의 2019년 코미디, 멜로/로맨스 영화이다. 파임 부이얀 등이 주연으로 출연하였다. 2019 IFFR에서 초연되었다.
부이얀 감독은 이 영화를 통해 David di Donatello for Best New Director를 수상했다.

## 출연
- 파임 부이얀